# کوئلسین، واشینگتن
کوئلسین (به انگلیسی: Quilcene) یک منطقهٔ مسکونی در ایالات متحده آمریکا است که در شهرستان جفرسون، واشینگتن واقع شده‌است. کوئلسین ۲۶٫۲ کیلومتر مربع مساحت و ۵۹۱ نفر جمعیت دارد و ۱۳ متر بالاتر از سطح دریا واقع شده‌است.